# Saurauia mexiae
Saurauia mexiae är en tvåhjärtbladig växtart som beskrevs av Ellsworth Paine Killip och Soejarto. Saurauia mexiae ingår i släktet Saurauia och familjen Actinidiaceae. Inga underarter finns listade i Catalogue of Life.